# Tipula (Vestiplex) serricauda
Tipula (Vestiplex) serricauda is een tweevleugelige uit de familie langpootmuggen (Tipulidae). De soort komt voor in het Palearctisch gebied.